# Trường Đại học Tây Nguyên

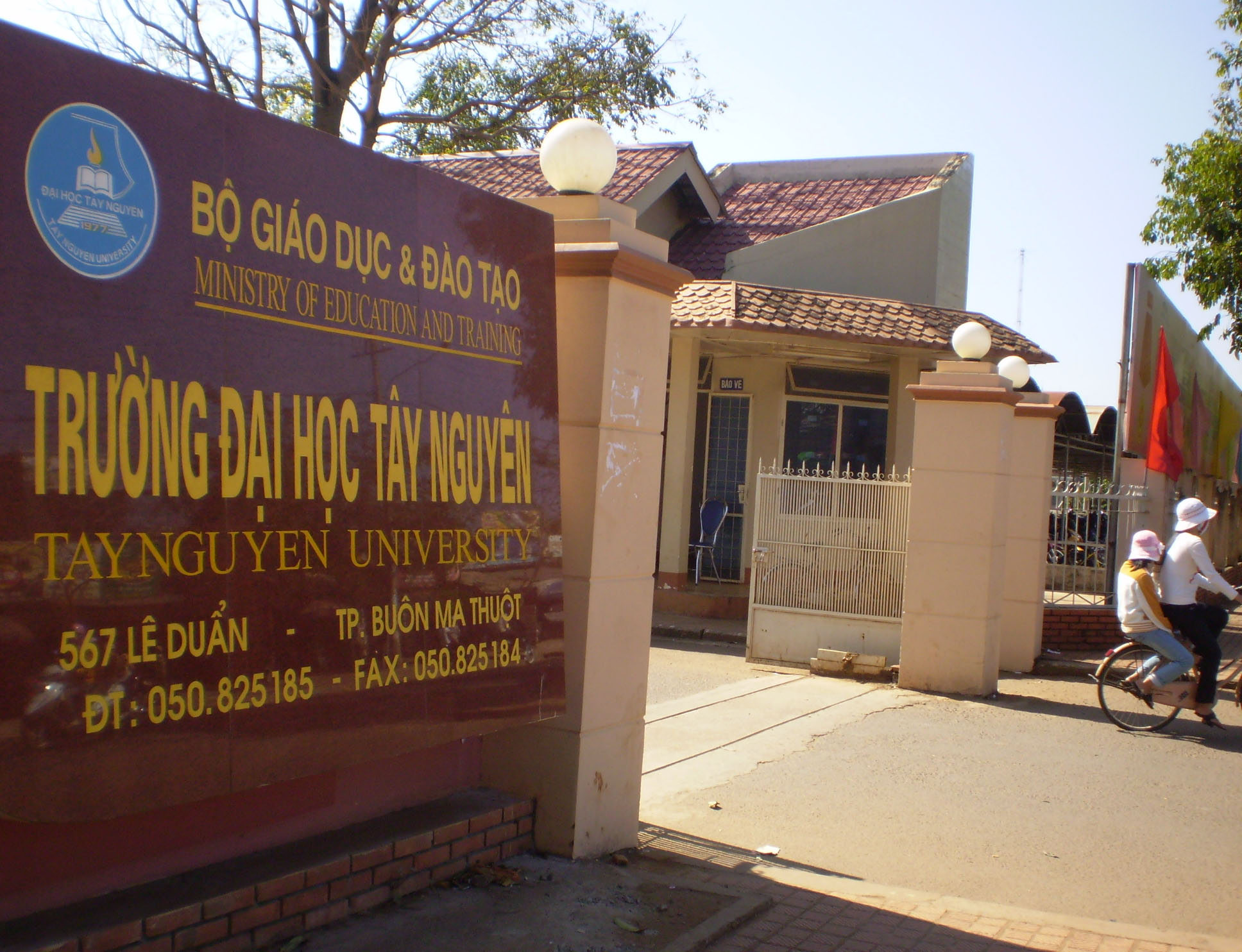
Cổng trường Đại học Tây Nguyên

Trường Đại học Tây Nguyên (Tay Nguyen University) là một trong những trường đại học công lập đa ngành tại miền Trung Việt Nam. Trường được đề cử vào nhóm trường đại học trọng điểm quốc gia Việt Nam, đồng thời là trung tâm nghiên cứu khoa học lớn của vùng Tây Nguyên. Trường trực thuộc Bộ Giáo dục và Đào tạo.

## Lịch sử
Trường Đại học Tây Nguyên được thành lập theo Quyết định số 298/CP ngày 11/11/1977 của Hội đồng Chính phủ với nhiệm vụ đào tạo cán bộ có trình độ đại học phục vụ yêu cầu phát triển kinh tế, văn hóa, xã hội toàn vùng Tây Nguyên. Từ xuất phát điểm chỉ có 6 chuyên ngành đào tạo của 4 khoa: Sư phạm, Y dược, Nông lâm và Lâm nghiệp. Đến nay, Trường đã trở thành trung tâm đào tạo, nghiên cứu khoa học,chuyển giao công nghệ góp phần quan trọng trong việc đào tạo nguồn nhân lực cho vùng Tây Nguyên, Duyên hải Nam Trung Bộ và các nước Lào, Campuchia.

## Chất lượng đào tạo

### Đội ngũ giảng viên
Tính đến tháng 5 năm 2018, trường có 215 giảng viên. Trong đó có 1 giáo sư, 20 phó giáo sư 15 tiến sĩ, 137 thạc sĩ và 42 giảng viên có trình độ đại học.

## Tuyển sinh
| STT | Tuyển sinh đại học             | Tuyển sinh thạc sĩ              | Tuyển sinh tiến sĩ  |
| --- | ------------------------------ | ------------------------------- | ------------------- |
| 1   | Giáo dục Mầm non               | Lâm học                         | Lâm sinh            |
| 2   | Giáo dục Tiểu học              | Khoa học cây trồng              | Khoa học cây trồng  |
| 3   | Giáo dục Tiểu học - Tiếng Jrai | Quản lý kinh tế                 | Kinh tế nông nghiệp |
| 4   | Giáo dục Chính tri             | Kinh tế nông nghiệp             | Chăn nuôi           |
| 5   | Giáo dục Thê chất              | Thú y                           |                     |
| 6   | Sư phạm Toán học               | Chăn nuôi                       |                     |
| 7   | Sư phạm Vật lí                 | Sinh học thực nghiệm            |                     |
| 8   | Sư phạm Hóa học                | Toán giải tích                  |                     |
| 9   | Sư phạm Sinh học               | Khoa học y sinh                 |                     |
| 10  | Sư phạm Ngữ văn                | Ngôn ngữ học                    |                     |
| 11  | Sư phạm Tiêng Anh              | Chuyên khoa cấp I nội tổng quát |                     |
| 12  | Ngôn ngữ Anh                   |                                 |                     |
| 13  | Triết hoc                      |                                 |                     |
| 14  | Văn hoc                        |                                 |                     |
| 15  | Kinh tế                        |                                 |                     |
| 16  | Quản trị kinh doanh            |                                 |                     |
| 17  | Quản trị kinh doanh (LT)       |                                 |                     |
| 18  | Kinh doanh thương mại          |                                 |                     |
| 19  | Tài chính - Ngân hàng          |                                 |                     |
| 20  | Tài chính - Ngân hàng (LT)     |                                 |                     |
| 21  | Kê toán                        |                                 |                     |
| 22  | Kê toán (LT)                   |                                 |                     |
| 23  | Sinh hoc                       |                                 |                     |
| 24  | Công nghệ sinh học             |                                 |                     |
| 25  | Công nghệ thông tin            |                                 |                     |
| 26  | Công nghệ kỹ thuật môi trường  |                                 |                     |
| 27  | Công nghệ thực phẩm            |                                 |                     |
| 28  | Công nghệ sau thu hoạch        |                                 |                     |
| 29  | Chăn nuôi                      |                                 |                     |
| 30  | Chăn nuôi (LT)                 |                                 |                     |
| 31  | Khoa học cây trông             |                                 |                     |
| 32  | Khoa học cây trông (LT)        |                                 |                     |
| 33  | Bảo vê thưc vât                |                                 |                     |
| 34  | Kinh tê nông nghiệp            |                                 |                     |
| 35  | Lâm sinh                       |                                 |                     |
| 36  | Lâm sinh (LT)                  |                                 |                     |
| 37  | Quản lý tài nguyên rừng        |                                 |                     |
| 38  | Quản lý tài nguyên rừng (LT)   |                                 |                     |
| 39  | Thú y                          |                                 |                     |
| 40  | Thú y (LT)                     |                                 |                     |
| 41  | Y khoa                         |                                 |                     |
| 42  | Y khoa (LT)                    |                                 |                     |
| 43  | Điêu dưỡng                     |                                 |                     |
| 44  | Kỹ thuật xét nghiệm y học      |                                 |                     |
| 45  | Quản lý đất đai                |                                 |                     |
| 46  | Quản lý đất đai (LT)           |                                 |                     |

## Hiệu trưởng qua các nhiệm kỳ
- GS.BS Y Tlam Kbuôr - Hiệu trưởng nhiệm kỳ 1978-1983
- KS. Lê Văn Liễu - Quyền Hiệu trưởng nhiệm kỳ 1983- 1986
- NGND. BS Y Ngông Niê K'Dam - Hiệu trưởng nhiệm kỳ 1987- 1993
- PGS. TS Phan Quốc Sùng - Hiệu trưởng nhiệm kỳ 1993- 1997
- TS. Nguyễn An Ninh - Hiệu trưởng nhiệm kỳ 1997- 2002
- PGS. TS Nguyễn Xuân Thao - Hiệu trưởng nhiệm kỳ 2002- 2011
- PGS. TS. Nguyễn Tấn Vui - Hiệu trưởng nhiệm kỳ 2011- 2018
- TS. Nguyễn Thanh Trúc - Hiệu trưởng nhiệm kỳ 2018 -2023 (Đương nhiệm)

## Các khoa của trường
- Khoa Khoa học tự nhiên và công nghệ
- Khoa chăn nuôi - thú y
- Khoa dự bị và tạo nguồn
- Khoa kinh tế
- Khoa Lý luận chính trị
- Khoa ngoại ngữ
- Khoa nông lâm nghiệp
- Khoa sư phạm
- Khoa y dược
- Trường Trung học phổ thông TH Cao Nguyên